# Candy Lo
Candy Lo (Hong Kong, 8 ottobre 1974) è un'attrice e cantautrice cinese.
Dopo aver cantato nel gruppo rock Black and Blue di Hong Kong, nel 1998 ha iniziato la carriera da solista. I suoi singoli più famosi sono Trash (垃圾) e Please Break Up (好心分手). Nel 2000 ha debuttato come attrice cinematografica.

## Discografia

### Album
- 1998 - Miao...
- 1999 - 貼近盧巧音 (Getting Closer to Candy Lo)
- 2000 - 色放 (Colour Release)
- 2000 - MUSE
- 2001 - Fantasy
- 2002 - 賞味人間 (Appreciating the Taste of Life)
- 2003 - 糖果航空 (Candy's Airline)
- 2003 - 花言.巧語 (Flower Talk)
- 2005 - 天演論 (Evolution Theory)
- 2007 - Process

### EP
- 1998 - 不需要...完美得可怕 (Don't Have to be... Too Perfect)
- 2008 - L
- 2012 - Nuri

### Raccolte
- 2001 - 喜歡戀愛 (Like To Love)
- 2004 - 4 Seasons in One Day

### Dal vivo
- 2003 - True Music 1st Flight Live 2003

## Filmografia
- Shap yee yeh, regia di Oi Wah Lam (2000)
- Time and Tide - Controcorrente (Shun liu ni liu), regia di Hark Tsui (2000)
- Seung joi ngo sam, regia di Joe Ma (2001)
- Moumantai 2, regia di Kar Lok Chin (2002)
- Ga goh yau chin yan, regia di Vincent Kok (2002)
- Fung lau ga chuk, regia di Herman Yau (2002)
- Luen oi hang sing, regia di Dante Lam (2002)
- The Eye (Gin gwai), regia di Oxide Pang Chun (2002)
- Chin cheng sin sang, regia di Adrian Kwan (2002)
- Hiu sam seung oi, regia di Gam Chuen Law (2002)
- Luk lau hau joh, regia di Chun-Chun Wong (2003)
- Daai cheung foo, regia di Ho-Cheung Pang (2003)
- Laam seung lui gwong, regia di Herman Yau (2004)
- Luk jong si, regia di Chun-Chun Wong (2004)
- Chung buk ji, regia di Chi-Leung Law (2005)
- Boon chui yan gaan, regia di Long Ching (2006)
- Boon bin ling, regia di Wai Ying Yip (2006)
- Tam tam ching suet suet sing, regia di Benny Chan Chi Shun (2006)
- See gwut mei hon, regia di Tommy Wai-Tak Lor (2006)
- Lik goo lik goo dui dui pong, regia di Marco Mak (2007)
- Kong ju yuan su, regia di Albert Kai-kwong Mak (2007)
- Luk lau hau joh yee chi ga suk tse lai, regia di Chun-Chun Wong (2008)
- Sei sung saw liu, regia di Herman Yau (2009)
- Bou ying, regia di Wing-cheong Law (2011)